# Miss Shanel
Ruth Nirere, más conocida como Miss Shanel, es una cantante y actriz ruandesa.

## Biografía
Comenzó a cantar cuando era niña. Mientras era estudiante de secundaria lanzó dos sencillos destinados a consolar y conmemorar a los sobrevivientes y víctimas del genocidio de Ruanda.

### Carrera musical
En 1998, con 13 años de edad, lanzó la melodía zouk "Ndarota!". En 2004 lanzó dos sencillos a cappella con gran éxito, elevándola a la celebridad nacional. Durante ese período su música reflejó una mezcla de géneros, incluyendo R&B, soul, zouk y música acústica.
En 2009 lanzó su álbum debut, titulado Narrow Road. Este álbum y los posteriores reflejan estilos musicales más tradicionales de Ruanda. Ha colaborado con numerosos artistas de Ruanda, Kenia y Uganda.
En 2012 ofreció una serie de actuaciones para el personal de mantenimiento de la paz de Ruanda en Darfur, Sudán.
En 2013 se mudó a Francia para completar un curso de dos años en interpretación vocal.

## Carrera de actuación
Protagonizó las películas; Avenir Long Coat, dirigida por Edouard Bamporiki; y Grey Matter, dirigida por Kivu Ruhorahoza. Protagonizó Le jour ou Dieu est parti en voyage (2009), que narra historias del genocidio de Ruanda. Su actuación le valió el premio a Mejor Actriz en el Festival Internacional de Cine de Salónica en Grecia y en el Festival Internacional de Cine de Bratislava en Eslovaquia. En 2011 protagonizó la película ruandesa Grey Matter sobre las secuelas del genocidio en Ruanda.

## Premios
Ha sido nominada tres veces al premio Pearl of Africa Music Award en 2006, 2007 y 2008. En 2009 ganó un premio Salax en la categoría de Mejor Artista Femenina.